# Mídia programática
Em Publicidade, mídia programática ou publicidade programática (do Inglês, programatic advertising) é uma forma de comprar e vender espaço publicitário para públicos-alvo específicos, com auxílio da tomada de decisão de um computador. Tem sua maior aplicação na internet, onde diversos anunciantes podem competir dinamicamente, através de um processo de licitação em tempo real (real-Time bidding), pela oportunidade de mostrar o seu anúncio cada vez que uma usuário acessa um website, ou utiliza um aplicativo móvel.
É difícil estimar exatamente qual o tamanho ocupado pela Mídia programática no mercado de publicidade atual, mas acredita-se que em 2017 ela movimentará mais de 32 bilhões de dólares, e até 2019 seja responsável por 84% dos gastos em publicidade digital. No Brasil, os investimentos nesse tipo de mídia são esperados que sejam acrescidos em até 55 milhões de dólares até 2018.

## Motivação
No meio digital, tornou-se prática comum para criadores de conteúdo (sites, blogs, aplicações, ...) ter como modelo de negócios a venda de espaço em seus produtos para anunciantes, que geralmente os compensam de acordo com a quantidade de impressões que o anúncio gera.
Antes da publicidade programática, a forma mais comum de comprar esse espaço na internet exigia negociações que envolviam humanos diretamente. O que tornava o processo custoso para ambas as partes, além de ser mais suscetível a erros. À medida que o número de sites foram crescendo na internet, foi atingido um excedente de espaços disponíveis para anúncios, surgindo assim a figura das Ad Networks, que compram para si o inventário e vendem para sua rede de clientes, facilitando o processo agindo como uma mediador.
Além de outros benefícios, para os anunciantes, a prática significa ter o poder de mostrar seus anúncios para um público-alvo específico, o que ajuda a traçar perfis de consumidores mais precisos levando em consideração o contexto em que estão inseridos. Já para quem vende o espaço, surge a possibilidade de ter mais concorrência pelo seu produto, podendo então escolher a melhor opção entre todos os ofertantes.

## Organização
Embora ainda apresente suas vantagens, o modelo de Ad Networks é fechado, fazendo com que os vendedores não saibam o quanto esse mediador está lucrando em cima do seu produto. Assim surgiu um modelo mais mais transparente e central, o de Ad Exchange. Uma plataforma de mercado digital, onde os compradores podem definir os preços e quantidade de anúncios desejados, e vendedores podem ofertar seus públicos disponíveis (impressões). Em tempo real, a plataforma media um leilão, Real Time Bidding (RTB), selecionando quem fez o melhor lance, e ficando com uma pequena comissão da venda.

Organização comum do processo de compra de mídia programática

Quando um usuário acessa um site, enquanto a página desejada carrega, ocorre o RTB. Todo o processo de capturar as informações do usuários (geralmente por cookies), procurar os anunciantes interessados, e escolher a melhor oferta, deve ocorrer em milissegundos, para que o anúncio possa ser apresentado juntamente com o conteúdo nativo da página.

### Demand-side
Para auxiliar os compradores, surgiram demand-side platforms (DSPs). Plataformas que são responsáveis por analisar as impressões ofertadas, definindo o perfil do usuário (gênero, interesses, costumes) para assim poder avaliar quanto deve ofertar pela impressão no leilão. Visto que o leilão ocorre em tempo real (e em milissegundos) é necessário que a DSP faça sua análise em tempo hábil para conseguir uma chance de compra.
Cada vez mais Ad Networks e DSPs vem se misturando, embora ainda existam diferenças, atualmente se aproximaram muito em funcionalidade. E Embora assuma um trabalho que outrora era feito por humanos, as DSPs não excluem o fator humano da compra, este agora se concentrando na parte de planejamento, traçar estratégias, e consultoria.

### Supply-side
A adesão das DSPs pelos anunciantes tem potencial de conseguir o menor preço possível pela impressão ofertada, o que diminui o lucro dos vendedores. Para ajudar os produtores de conteúdo a ter mais controle sobre suas impressões, surgiram sell-side platforms ou supply-side platforms (SSPs). Essas plataformas possibilitam um melhor gerenciamento do inventário; distribuição centralizada para diferentes DSPs, Exchanges, e Networks, podendo assim receber o maior número de ofertas possíveis; e até a possibilidade colocar um preço mínimo para suas impressões, visto que para alguns produtores é mais vantajoso circular uma propaganda interna do que aceitar uma oferta muito baixa.
Atualmente, SSPs tem trabalhado em conjunto com times de vendas, em alguns casos buscando compradores para inventários que o time não conseguiu vender, e em outros casos servindo como uma ferramenta para gerenciar e distribuir as impressões. DSPs e SSPs têm mecânicas similares, porém atuando de maneira oposta, buscando conseguir o melhor negócio para o seu lado da transação.

## Controvérsias
A inovação trazida pelo processo de mídia programática não é sem seus problemas. O fato de um software ser responsável por grande parte das decisões tomadas, ao invés de humanos tem gerado situações cujo conteúdo das propagandas não são apropriadas para o site, e outras onde os sites escolhidos para vincular anúncios não são do agrado do anunciante. Por mais que esse processo permita atingir perfis de público específicos, ele é muitas vezes agnóstico ao tipo do conteúdo publicado no site, e ao conteúdo da propaganda a ser mostrada.
Campanhaa como Sleeping Giants  e Stop Funding Hate tem como objetivo alertar anunciantes dos riscos deste tipo de mecanismo publicitário.

### Ao conteúdo
Ao colocar um anúncio em um website, a empresa está gerando renda para o produtor do conteúdo que está sendo mostrado juntamente a sua propaganda. Quando esse conteúdo é de alguma forma polêmico, racista, ou odioso, a marca além de estar, mesmo que indiretamente,  patrocinando o produtor desse tipo de conteúdo também corre o risco de ser associada aos tópicos, aos olhos do público, podendo causar impacto negativo, tornando assim o anúncio um desserviço.

#### Caso YouTube
Em 2017, o site de compartilhamento de vídeos da Google, o YouTube, foi o epicentro de um mal-estar entre a própria empresa e os anunciantes que compram espaço no portal através de mídia programática, que resultou num prejuízo de milhões de dólares para a gigante da tecnologia. Anúncios de grandes empresas foram reportados aparecendo em vídeos que promovem discurso de ódio e extremismo, fazendo com que as mesmas prontamente cessassem a parceria, retirando todos os seus anúncios da plataforma de vídeos até que medidas fossem tomadas para evitar reincidência do acontecido. Começando na Europa, e logo em seguida chegando os Estados Unidos, o êxodo das empresas teve adoção de gigantes, entre outras, como Johnson & Johnson, AT&T, Pepsi, e Walmart.
Em resposta, a Google disse que embora já existam ações que visam impedir que anúncios sejam colocados em vídeos impróprios, assumiu que existem casos onde erros são cometidos, e prometeu tomar iniciativas para diminuir a taxa falhas. Nas medidas listadas estão, novas políticas para ditar quais tipos de vídeos podem ter anúncios, e maior controle e filtros para os anunciantes.

### Aos anúncios
O crescimento acelerado dos números e dos diferentes tipos de anúncios suportados na internet são essenciais para o modelo de negócios de diversos sites, mas também podem ser danosos se não utilizados com cuidado, podendo levar a prejuízos financeiros quando atrapalham a experiência dos usuários. Anúncios que propagam visões opostas ao conteúdo sendo apresentado na página também podem ter impacto na credibilidade e na imagem do website.

#### Notícias falsas (fake news)
A propagação de Notícia falsas é uma das consequências do uso de mídia programática, visto o pouco controle que os produtores de conteúdo tem sobre o conteúdo dos anúncios que são apresentados em seu site. O The New York Times, um respeitado veículo de notícias foi reportado pelos próprios leitores de seu website com propagador de notícias falsas através de propagandas mostradas na página, e até ironicamente em histórias que criticavam a prática por redes sociais como o Facebook. O Times reconheceu o problema, e prometeu buscar formas de bloquear esse tipo de anúncio em seu website, porém ressaltou que o acontecido é devido ao uso de mídia programática, e alertou sobre as atuais dificuldades encontradas pelo produtor de controlar o que é anunciado em seu website, chamando a responsabilidade para empresas como a Google que são responsáveis por várias partes do processo.
O Facebook tem buscado fazer alterações em seu algoritmo para tentar excluir notícias falsas dos feeds de seus usuários, enquanto a Google busca por alternativas que verifiquem as afirmações contidas nas histórias, para poder alertar seus usuários quanto a sua veracidade.

### À privacidade
Importante parte do sucesso do modelo de mídia programática se deve ao grande poder de direcionar as campanhas publicitárias para públicos cada vez mais específicos, e isso se deve ao armazenamento de informações sobre os usuários. Informações sobre o histórico dos sites visitados capturadas por cookies são vitais para traçar o perfil dos usuários, porém muitas vezes os mesmos não sabem que estão sendo monitorados. O que leva a questionamentos sobre privacidade digital, fazendo com que empresas como a Apple incorporem em seu navegador (Safari) ferramentas de bloqueio ao rastreamento feito por cookies.